# Irena Górska-Damięcka

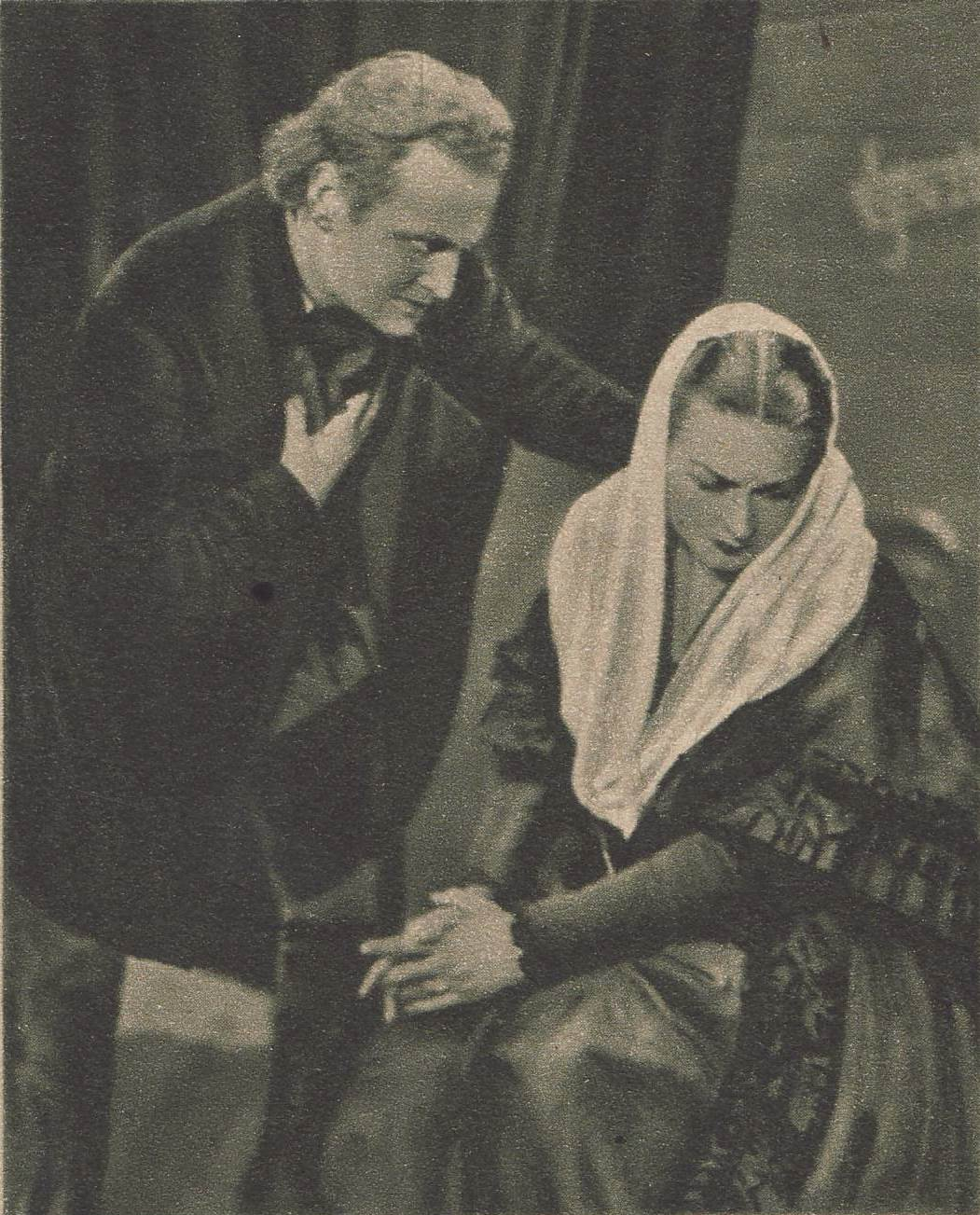
Irena Górska-Damięcka in 1946

Irena Górska-Damięcka (Oszmiana, Wit-Rusland, 20 oktober 1910 - Skolimów, Polen, 1 januari 2008) was een Poolse (film)actrice.
Al op jonge leeftijd verhuisde Górska-Damięcka van Rusland (Wit-Rusland bestond toen nog niet) naar Polen, waar ze meer mogelijkheden had om zich te ontwikkelen. Uiteindelijk zou ze uitgroeien tot de 'grande dame' binnen Poolse kunstzinnige kringen en werd ze doorgaans gezien als een gerespecteerd actrice. 
De loopbaan van Górska-Damięcka begon vlak voor de Tweede Wereldoorlog. Door het uitbreken daarvan moest ze haar werk onderbreken. Pas in de jaren 60 en 70 speelt ze weer in enkele Poolse films mee, die in haar thuisland een succes worden. Enkele van die films zijn Rozstanie uit 1961 en Ciemna Rzeka uit 1973.
Nadat haar filmcarrière was afgelopen, ging ze zich meer interesseren voor theater en werd ze uiteindelijk ook schouwburgdirectrice. 
In 1997 kwam haar autobiografie uit.
- International Standard Name Identifier: 0000 0003 8571 8013
- Virtual International Authority File: 234603789